# Methanothermus sociabilis
A Methanothermus sociabilis egy  metanogén archaea faj. Az archeák – ősbaktériumok – egysejtű, sejtmag nélküli prokarióta szervezetek. 1–3 mm átmérőjű nagy klaszterekben nő, 97 °C alatt.